# آخرین سخنان

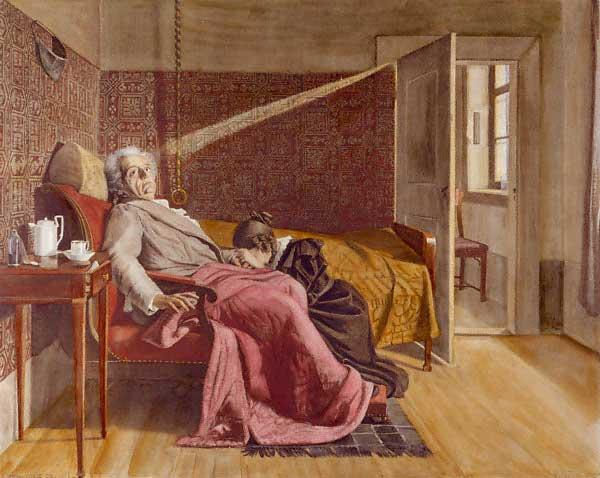
آخرین سخنان

آخرین سخنان (انگلیسی: Last words) یا واپسین کلمات، عبارت است از «آخرین کلمات یا جملاتی که شخصی قبل از مرگ ابراز می‌نماید.» آخرین سخنان افراد مشهور یا بدنام، گاهی به گونه‌ای ثبت می‌شود که گویی یک استعاره تاریخی - ادبی است. با همهٔ این احوال، به گفتهٔ کارل گوته: «آخرین کلمات اغلب بازتابی از نگرش اجتماعی نسبت به مرگ در همان مقطع است نه گزارشی از حقایق واقعی و تاریخی.»
واپسین کلمات واقعی اغلب کوتاه یا به سختی قابل تفسیر هستند. «کاهش تنفس» می‌تواند حجم را محدود کند و داروها، کمبود انرژی، خشکی دهان و احتمالاً فقدان پروتز دندانی (در افراد سالخورده) نیز می‌تواند ارتباط کلامی را مختل کنند. واپسین کلمات معمولاً نام همسر یا فرزندان یا جملات پیش پا افتاده‌ای همانند مادر (مامان) یا اوه، لعنتی هستند.